# 13-й гвардійський танковий полк (СРСР)
13-й гвардійський танковий полк (13 гв. ТП) — формування танкових військ Радянської армії, що існувало у 1942—1992 роках. Полк перебував у складі 4-ї гвардійської танкової дивізії.
Після розпаду СРСР у 1992 році перейшов до складу Збройних сил Російської Федерації.

## Історія

### Друга світова війна
Полк веде свою історію від 67-ї танкової бригади 17-го танкового корпусу. Народившись у 1942 році під Сталінградом як 67-ма танкова бригада, він уперше воював під Воронежем. Потім бригада брала участь у звільненні Володарська, Червоноармійська, Шепетівки, Тернополя, Кракова, Катовиці.
1943 року бригада перейменована на 13-ту гвардійську танкову у складі 4-го гвардійського танкового корпусу. За визволення Шепетівки в Україні в ході Рівно-Луцької операції, бригада удостоєна почесного найменування «Шепетівська». Надалі бригада пройшла з боями Польщу, в авангарді РСЧА підійшла до рубежу річки Ельба, брала участь у взятті Дрездена, а кінець війни застала у Празі.

### Післявоєнний час
3 липня 1945 бригада переформована на 13-й гвардійський танковий полк (в/ч 35758) у складі 4-ї гвардійської танкової дивізії з пунктом постійної дислокації в місті Наро-Фомінськ Московської області.  Надалі полк проіснував весь період Холодної війни без змін назви та місця дислокації.  
2 вересня 1946 року 13-й гвардійський танковий полк, разом з іншими частинами 4-ї гвардійської танкової дивізії, урочистим маршем пройшов Червоною площею. Це започаткувало святкування Дня танкіста.
На 1990 полк (в/ч 35758), будучи розквартованим у місті Наро-Фомінськ, мав на озброєнні 119 танків Т-80УД (а також 5 Т-64 і 3 Т-72), 73 бойові машини піхоти (39 БМП-2, 32 БМП-1, 2 БРМ-1К), 6 БТР-70, 12 2С1 «Гвоздика», 1 ПРП-3, 3 БМП-1КШ, 3 1В18, 1 1В19, 2 Р-145БМ, БТР-5 -4, 1 МТП-1, 2 МТУ-20, 1 МТ-ЛБ Т.

### Розпад СРСР
У серпні 1991 року танки полку вводилися до Москви за наказом ГКЧП.
Після розпаду СРСР у 1992 році полк перейшов до складу Збройних сил Російської Федерації.

## Нагороди та почесні найменування
13-та гвардійська танкова бригада, правонаступником якої є полк, за роки Великої Вітчизняної війни була удостоєна наступних нагород, почесних звань та найменувань:
| Нагорода, почесне найменування | Дата нагородження | Підстава нагородження |
| ------------------------------ | --- | --- |
| «Шепетівська»                  | присвоєно наказом Верховного головнокомандувача № 033 від 17 лютого 1944 року                                           | За відмінність у боях з німецькими загарбниками під час визволення міста Шепетівка |
| Орден Червоного Прапора        | Указ Президії Верховної Ради СРСР від 26 квітня 1944 року «Про нагородження орденами з'єднань та частин Червоної Армії» | За зразкове виконання завдань командування у боях за визволення міста Тарнополя та виявлені при цьому доблесть та мужність |
| Орден Суворова ІІ ступеня      | Указ Президії Верховної Ради СРСР від 26 квітня 1945 року «Про нагородження орденами з'єднань та частин Червоної Армії» | За зразкове виконання завдань командування в боях при прориві оборони німців і розгромі військ противника на південний захід від Оппельн і виявлені при цьому доблесть і мужність                                                  |
| Орден Кутузова ІІ ступеня      | Указ Президії Верховної Ради СРСР від 28 травня 1945 року «Про нагородження орденами з'єднань та частин Червоної Армії» | За зразкове виконання завдань командування в боях при прориві оборони німців на річці Нейссе та оволодінні містами Коттбус, Люббен, Цоссен, Бееліц, Лукенвальде, Тройєнбрітцен, Цана, Марієнфельде, Треббін, Рангсдорф, Дідерсдорф |

## Повні кавалери ордена Слави
- Вересов Павло Кирилович, гвардії старший сержант, механік-водій танка Т-34 2-го танкового батальйону.
- Любушкін Микола Іванович, гвардії червоноармієць, автоматник взводу розвідки роти управління.